# 筒井功
筒井 功（つつい いさお、1944年 - ）は、日本の民俗研究者。

## 経歴
高知県高知市出身。共同通信社で主に社会部に籍を置き、司法・事件担当記者として活動。1986年10月、42歳のとき退社しフリーとなる。その理由について「役人に取り入り、情報をもらう仕事が嫌で仕方なかった」と語っている。
退社後はフリーライターや編集・校閲の仕事をしたが行き詰まり、47歳頃から千葉県柏市の魚市場で10年ほど働きつつ民俗研究をおこなう。軽自動車で全国を回り、車中泊を続けながら、山窩など正史に登場しない非定住民の生態や民俗を調べている。
著書『サンカの起源』（2012年）の中で、山窩が傀儡子に起源をもつこと、朝鮮の被差別民の白丁に淵源することを主張。2013年、第20回旅の文化賞受賞。
著書『猿まわし　被差別の民俗学』（2013年）の中では猿まわしの歴史　現代の猿まわしの故郷が山口県であること、戦国大名と猿飼い、「猿飼」の地名、「古代中世の資料にみる猿まわし」、「猿まわしの起源」、「猿まわしの系譜」、「なぜ差別されたか」などについて論じている

## 著書
- 『ソ連の旅』昭文社〈エアリアガイド〉、1989年
- 『韓国を食べ歩く ソウルから済州島まで、「料理」と「食堂」のすべて』西田書店、1989年
- 『中央アジア・シルクロード　ソ連の旅』昭文社〈エアリアガイド〉、1990年
- 『漂泊の旅　サンカを追って』現代書館、2005年
- 『サンカ社会の真層をさぐる』現代書館、2006年
- 『サンカの真実　三角寛の虚構』文藝春秋〈文春新書〉、2006年
- 『サンカと犯罪』現代書館、2008年
- 『風呂と日本人』文藝春秋〈文春新書〉、2008年
- 『葬儀の民俗学 古代人の霊魂信仰』河出書房新社、2010年
- 『日本の地名　60の謎の地名を追って』河出書房新社、2011年
- 『新・忘れられた日本人　辺界の人と土地』河出書房新社、2011年、
- 『サンカの起源　クグツの発生から朝鮮半島へ』河出書房新社、2012年
- 『猿まわし　被差別の民俗学』河出書房新社、2013年 ISBN 978-4-309-22594-4
- 『東京の地名 地形と語源をたずねて』河出書房新社、2014年
- 『ウナギと日本人　“白いダイヤ”のむかしと今』河出書房新社、2014年
- 『「青」の民俗学　地名と葬制』河出書房新社、2015年
- 『殺生・殺馬の民俗学』河出書房新社、2015年